# Episodi di Jack of All Trades (seconda stagione)
La seconda e ultima stagione della serie televisiva Jack of All Trades è composta da 8 episodi, trasmessi dal 7 ottobre al 2 dicembre 2000.
| nº | Titolo originale                      | Titolo italiano | Prima TV USA     | Prima TV Italia |
| -- | ------------------------------------- | --------------- | ---------------- | --------------- |
| 1  | A Horse of a Different Color          |                 | 7 ottobre 2000   |                 |
| 2  | Shark Bait                            |                 | 14 ottobre 2000  |                 |
| 3  | Monkey Business                       |                 | 28 ottobre 2000  |                 |
| 4  | The Morning After                     |                 | 4 novembre 2000  |                 |
| 5  | Croquey in the Pokey                  |                 | 11 novembre 2000 |                 |
| 6  | One, Two, Three, Give Me Lady Liberty |                 | 18 novembre 2000 |                 |
| 7  | Hamnesia                              |                 | 25 novembre 2000 |                 |
| 8  | Seventy Brides for One Brother        |                 | 2 dicembre 2000  |                 |

## A Horse of a Different Color

### Trama
Caterina II di Russia minaccia di distruggere Palau-Palau se il suo cavallo da competizione, rubato da qualcuno che lo ha nascosto sull'isola, non verrà restituito entro 24 ore.

## Shark Bait

### Trama
Jack ed Emilia si alleano col leggendario pirata Barbanera, per impedire al bis bis bis bis-nipote di Leonardo da Vinci di distruggere l'Annuale Crociera Padre/Figlio della Fondazione.

## Monkey Business

### Trama
A Jack ed Emilia viene ordinato di spedire, ai rispettivi paesi d'appartenenza, una scimmia d'argento dal valore inestimabile della tribù Walla Walla Bing Bang.

## The Morning After

### Trama
Jack ed Emilia si svegliano nello stesso letto privi di memoria. La causa è un vino “speciale” che Napoleone gli ha somministrato e che ha deciso di mandare a tutti i leader del mondo.

## Croquey in the Pokey

### Trama
Il Governatore viene imprigionato con l'accusa di aver pianificato un tentativo di assassinare Napoleone. Jack lo segue in carcere per proteggerlo da tutti i malviventi che Croque ci ha spedito in passato.

## One, Two, Three, Give Me Lady Liberty

### Trama
Napoleone sembra aver voltato pagina e fa scolpire una statua da regalare al governo americano, ma Jack ed Emilia scoprono presto che dietro alla bellezza di pietra si nasconde una trappola.

## Hamnesia

### Trama
Un incidente cancella la memoria di Emilia che dimentica anche la posizione di un atto di proprietà terriera dal valore inestimabile. Nel frattempo, Jack riesce a convincerla di essere sempre stata la disinibita "anima della festa".

## Seventy Brides for One Brother

### Trama
Emilia viene rapita e portata nell'harem di un sultano, dove decide che non se ne andrà se non portando in salvo anche tutte le altre “mogli”.